# Apamea disjuncta
Apamea disjuncta là một loài bướm đêm trong họ Noctuidae.